# Rydzyny
Rydzyny – wieś w Polsce położona w województwie łódzkim, w powiecie pabianickim, w gminie Pabianice.
W latach 1975–1998 miejscowość administracyjnie należała do ówczesnego województwa łódzkiego.
Liczba mieszkańców w roku 2011 w Rydzynach wynosiła 542 osoby. 
Miejscowość składa się z części:
- Rydzyny Dolne
- Rydzyny Górne
- Rydzyny Długie
- Potaźnia
- Żabiniec

Wieś o charakterze rolniczo-letniskowym. Znajduje się w niej wzniesienie Bukowa Góra, pod którą ustawiony jest pamiątkowy krzyż. Nieopodal wzmiankowane na starszych mapach, lecz całkowicie zarośnięte lasem stanowisko zwane "Starą Wsią" – miejsce, w którym niegdyś znajdowała się porzucona osada (obecnie brak widocznych śladów dawnego osadnictwa). Nieco dalej leśniczówka. 
We wsi zlokalizowany jest także cmentarz ewangelicki sprzed II wojny światowej.

## Pomniki przyrody
| Nazwa               | Obwód na wys. 1,3 m (cm) | Wysokość (m) | Lokalizacja | Data wpisu | Forma własności | Podstawa prawna |
| ------------------- | ------------------------ | ------------ | ----------- | ---------- | --------------- | --- |
| 43 Daglezje zielone |                          |              | Rydzyny 665 | 08.08.2001 |                 | Rozporządzenie Nr 47/2001 Wojewody Łódzkiego z dnia 08 sierpnia 2001 r. w sprawie uznania niektórych tworów przyrody na terenie województwa łódzkiego za pomniki przyrody i ochrony tych pomników |
| Buk pospolity       | 510 cm                   |              | Rydzyny 665 | 08.08.2001 |                 | Rozporządzenie Nr 47/2001 Wojewody Łódzkiego z dnia 08 sierpnia 2001 r. w sprawie uznania niektórych tworów przyrody na terenie województwa łódzkiego za pomniki przyrody i ochrony tych pomników |

Źródło: Rejestr form ochrony przyrody na stronie internetowej Regionalnej Dyrekcji Ochrony Środowiska w Łodzi (dostęp 8 lipca 2012)